# Taillefer
Il Taillefer (2.857 m s.l.m.) è una montagna delle Alpi del Delfinato (sottosezione Massiccio del Taillefer). Si trova nel dipartimento dell'Isère.
La montagna è molto accidentata escludendo la vetta relativamente piatta.
Sulla vetta si trova una statua di sant'Eligio di Noyon, patrono dei fabbri.